# Damarchus cavernicola
Damarchus cavernicola är en spindelart som beskrevs av H. C. Abraham 1924. Damarchus cavernicola ingår i släktet Damarchus och familjen Nemesiidae. Inga underarter finns listade i Catalogue of Life.